# Distrito electoral de Du Quoin n.º 7
Du Quoin No. 7 (en inglés: Du Quoin No. 7 Precinct) es un distrito electoral ubicado en el condado de Perry en el estado estadounidense de Illinois. En el Censo de 2010 tenía una población de 923 habitantes y una densidad poblacional de 46,76 personas por km².

## Geografía
Du Quoin No. 7 se encuentra ubicado en las coordenadas 38°1′34″N 89°11′31″O / 38.02611, -89.19194. Según la Oficina del Censo de los Estados Unidos, Du Quoin No. 7 tiene una superficie total de 19.74 km², de la cual 19.47 km² corresponden a tierra firme y (1.36%) 0.27 km² es agua.

## Demografía
Según el censo de 2010, había 923 personas residiendo en Du Quoin No. 7. La densidad de población era de 46,76 hab./km². De los 923 habitantes, Du Quoin No. 7 estaba compuesto por el 95.45% blancos, el 2.6% eran afroamericanos, el 0% eran amerindios, el 0.65% eran asiáticos, el 0.11% eran isleños del Pacífico, el 0% eran de otras razas y el 1.19% pertenecían a dos o más razas. Del total de la población el 0.43% eran hispanos o latinos de cualquier raza.